# Матцке, Станислав

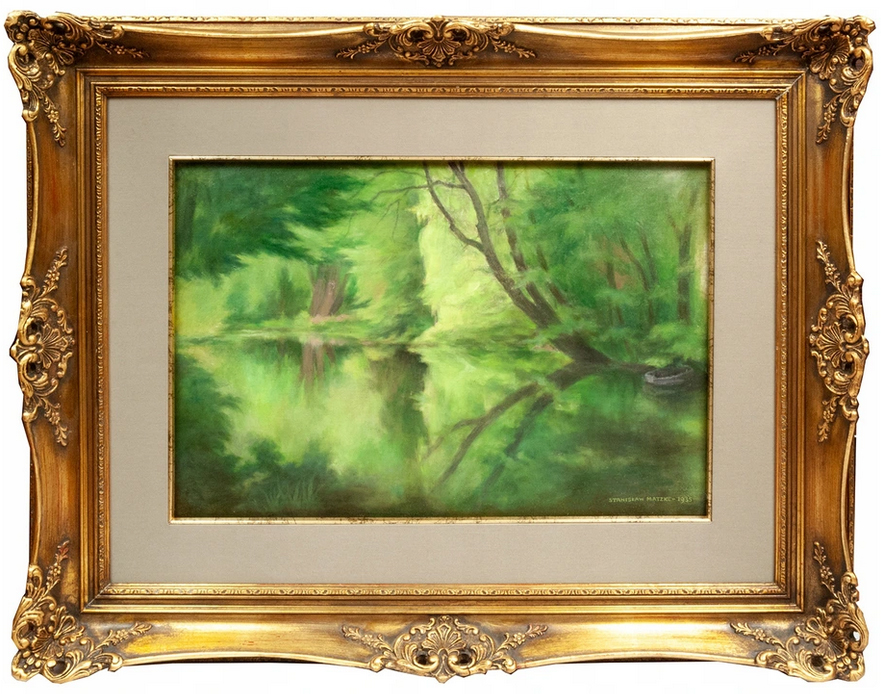
В парке. 1935

Станислав Матцке (пол. Stanisław Matzke; 27 марта 1870, Краков, Австро-Венгрия — 10 октября 1949, Львов, Украинская ССР) — польский живописец, график и педагог.

## Биография
Сын художника. В 1890—1893 и 1897—1898 годах обучался в Краковской Академии изящных искусств. Ученик Яцека Мальчевского.
В мае 1899 года продолжил учёбу в Королевской академии изящных искусств в Мюнхене, под руководством Николаоса Гизиса.
Затем отправился в учебные поездки в Италию, Испанию и Африку. С 1911 года работал учителем рисования в гимназиях Львова и Станиславова.
В 1912—1914 годах издавал под собственной редакцией и графическом оформлении журнал «Форма и цвет» («Kształt i Barwa») во Львове, а с 1922 по 1926 год — в Варшаве, посвященный художественному воспитанию.
С 1928 года преподавал портретную живопись в мастерской Союза польских художниц (Związek Artystek Polskich) во Львове.
В 1938 году основал художественное объединение «Львовский союз независимых художников-пластиков». Член Союза советских художников Украины (с 1940).
Умер 10 октября 1949 во Львове, похоронен на Лычаковском кладбище.
Художник-портретист, пейзажист, жанрист.

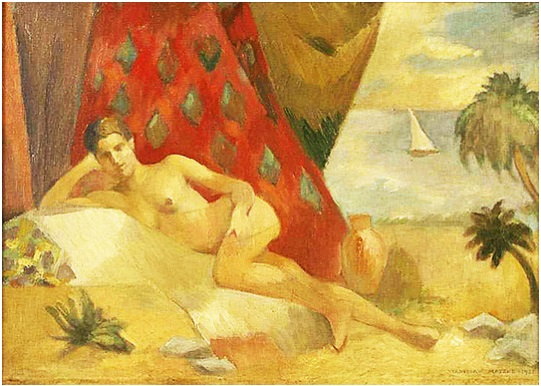
«Посля купания»

## Избранная библиография
Автор учебников с собственными иллюстрациями:
- Темпера и её применение: для школы и художников (Львов; Краков, 1911).
- Обучение пространственному рисованию в связи с развитием культуры (1920).
- Принципы первоначального рисунка (Цешин, 1921). Опубликовано автором.
- Природа как модель для рисования. Львов (1922). Опубликовано автором.
- Преподавание пространственного рисунка в связи с историей культуры (Львов, 1923).

Автор путеводителя «Балеарские острова: прекрасная Майорка» (1937).

## Избранные картины
- «Итальянская крестьянка» (1899),
- «Орнаментальный мотив в японском духе», «Какаду» (обе – 1909),
- «Мужской портрет», «Читающая женщина» (обе – 1911),
- «Профиль Лауры », «Аскет», «Петух», «Голубь» (все – 1912),
- «Японский букет», «Пейзаж» (обе – 1913),
- «Над книгой» (1914),
- «Жена» (1924),
- «Автопортрет » (1925; 1928),
- «Крестьянка» (1929),
- «Львов осенью», «Пейзаж с Майорки» (обе – 1930),
- «Еврейские кварталы в Городке», «После купания» (обе – 1931),
- «Пейзаж с Завадова», «Дама перед зеркалом» (обе – 1934),
- «Моя комната» (1935),
- «Женщина в трауре» (1936);
- декоративное панно «Лесная идиллия» (1912).